# عبد العزيز آل توفيق
عبد العزيز آل توفيق (مواليد 13 يناير 1998) هو لاعب كرة قدم سعودي.

## مسيرة اللاعب
لعب في نادي نجران ونادي الأخدود ونادي الثقبة ونادي الكوكب ونادي الكوكب.